# 二フッ化二窒素
二フッ化二窒素（にふっかにちっそ、英: Dinitrogen difluoride）は、化学式N2F2で記される無機化合物。常温では無色の気体。1952年にアジ化フッ素（N3F）の熱分解生成物として同定された。F-N=N-Fの構造を持ち、シス型（上図左）とトランス型の幾何異性体が存在する。これらは熱的に相互転換するが、低温下で精留することができる。
トランス型は熱力学的に安定し、ガラス容器に保管することが可能であるが、シス型はガラスを侵食し、四フッ化ケイ素と亜酸化窒素を生じる。
{\displaystyle {\ce {2 N2F2\ + SiO2 -> SiF4\ + 2 N2O}}}
二フッ化二窒素はほとんどの場合二つの異性体の混合物であるが、それぞれ独立して精製することができる。
シス型は、N2F+イオンを形成するため、五フッ化アンチモンのような強力なフッ化物イオンの受容体と反応する。
{\displaystyle {\ce {N2F2\ + SbF5 -> N2F^+[SbF6]^-}}}
固体のN2F+化合物において、窒素-窒素間および窒素-フッ素間の結合距離はそれぞれ1.089(9)、1.257(8) Åで、観測されている中で最短のものである。